# Альбуцилла
Альбуци́лла (лат. Albucilla; умерла после 37 года) — знатная римлянка, известная своим распутным нравом. Имела огромное количество любовников, среди которых числились Гней Домиций Агенобарб и Вибий Марс. Была замужем за клиентом Сеяна Сатрием Секундом.

## Биография
В 37 году была обвинена Квинтом Невием Кордом Суторием Макроном в «неуважении к величию принцепса» (лат. defertur impietatis in principem). По этому же делу обвинялись и её любовники: консуляры (бывшие ординарные консулы) Луций Аррунций и Гней Домиций Агенобарб, а также сенатор Вибий Марс. Скорее всего, процесс был затеян именно для того, чтобы уничтожить Луция Аррунция, поскольку вряд ли Аррунций, которому было уже далеко за 70, имел с Альбуциллой близкие отношения.
Внезапная смерть Тиберия спасла всех обвиняемых, кроме самой Альбуциллы, от суда. Однако, Аррунций вскрыл себе вены, не дожидаясь привлечения к суду. Сама Альбуцилла пыталась покончить с собой, но лишь легко поранила себя, была схвачена и брошена в тюрьму. Что с ней стало далее — неизвестно.